# داج سیتی (کانزاس)
داج سیتی (به انگلیسی: Dodge City) شهری در ایالت کانزاس کشور ایالات متحده آمریکا است که جمعیت آن در سرشماری سال ۲۰۱۰ میلادی، ۲۷٬۳۴۰ نفر بوده‌است.

## نگارخانه

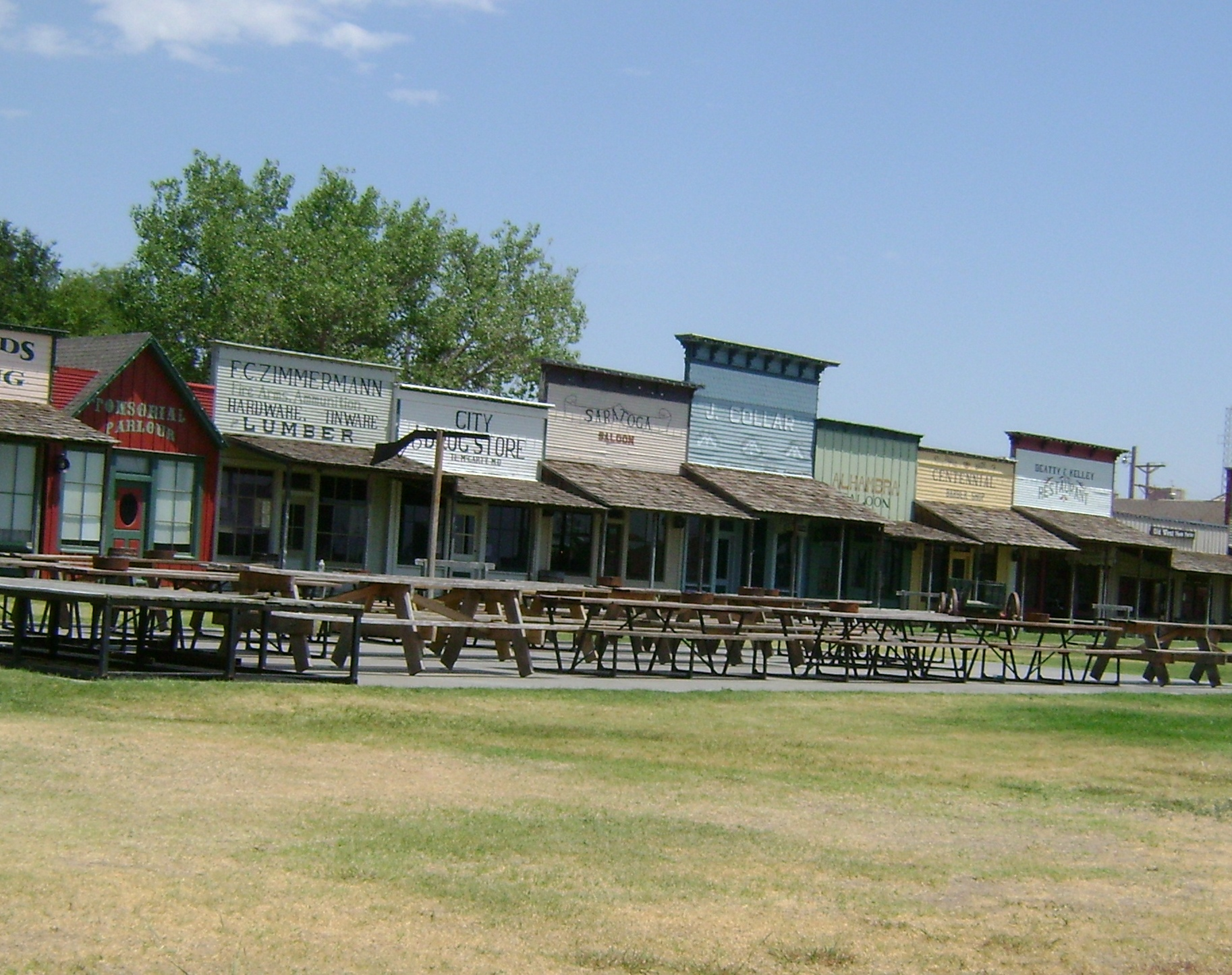
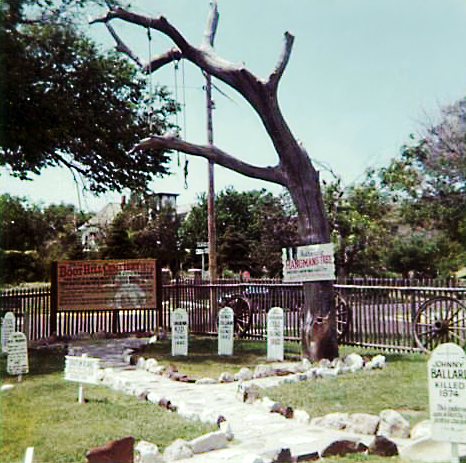
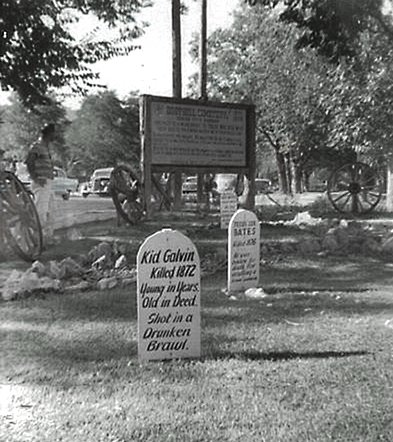